# Kalangu

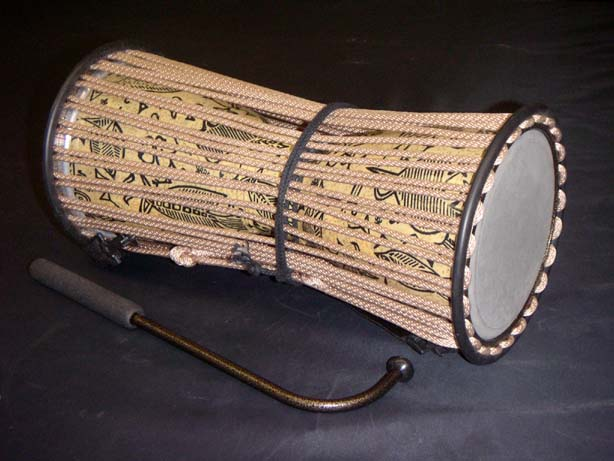
Tambor parlante

El 'kalangu es un instrumento de percusión de los hausas de Nigeria.
Consta de dos cabezas cuyos parches de piel se golpean con los dedos o con una baqueta curva.
El cuerpo es más estrecho por el centro y las membranas están unidas por cuerdas que al tensarse permiten variar la altura sonora. 
Esta última característica hace que sea considerado un "tambor de señales" ya que modificar permite imitar la calidad tonal de diversas lengas africanas.
El kalangu se utiliza tradicionalmente para acompañar cantos religiosos o bailes festivos, y como Tambor parlante permitiendo aprovechar su amplitud tonal para transmitir mensajes a distancias que alcanzan los 30 km.